# Юляярви (озеро, Калевальский район)
Юляярви — российское озеро в Калевальском районе Республики Карелия, Россия.
Площадь поверхности — 5,5 км². Площадь водосборного бассейна — 918 км². Высота над уровнем моря — 101,1 м. Длина береговой линии — 17,1 км.

## Общие сведения
Озеро вытянуто в меридиональном направлении. На озере 6 островов общей площадью 0,08 км².
Основной приток — река Кенто. Сток через Алозерский пролив в озеро Алаярви.
Имеются заросли высшей водной растительности.
В озере обитают ряпушка, щука, окунь, сиг, плотва, ёрш, налим.